# Dinner für Acht
Dinner für Acht ist ein österreichischer Spielfilm von Bernhard Ratka aus dem Jahr 2022. Premiere war am 20. April 2022 im Cineplexx Wienerberg, der österreichische Kinostart erfolgte am 29. April 2022. In Deutschland kam der Film am 29. September 2022 in die Kinos.

## Handlung
Sophie, ihr Freund Arian, ihre Freundin Lizzy sowie deren Freund Georg und Markus kennen sich seit der Schulzeit. Gemeinsam mit Caro, der neuen Freundin von Markus, plant die Gruppe in Baden eine Dinnerparty.
Dort diskutieren sie über verschiedenste Themen. Unter anderem schreibt Arian gerade an einer Diplomarbeit über Künstliche Intelligenz, außerdem hat er das Haus seiner Eltern in ein Smart Home verwandelt.
In der Folge kommt die Frage auf, inwieweit wir mittels Amazon Alexa, Siri und ähnlicher Technologien tatsächlich überwacht werden. Daher beschließt die Gruppe ein Experiment und schmiedet im Rahmen des Abendessens einen Plan. Dabei werden die Smartphones und das Smart Home aktiviert, um herauszufinden, ob jemand mithört.

## Produktion und Hintergrund
Die Dreharbeiten fanden vom 15. bis zum 29. September 2020 in Kärnten und Niederösterreich statt. Hauptdrehort war eine Villa in Olsach, weitere Drehorte waren das Stadttheater Wiener Neustadt und Baden. Produziert wurde der Film von Amazing Austria Entertainment und der Digifilm Filmproduktion. Der Kinostart war ursprünglich für Jänner 2022 vorgesehen, aufgrund der COVID-19-Pandemie wurde dieser auf April 2022 verschoben.
Der Titelsong Escape your Sight wurde von Tobias Alexander Ratka, dem Sohn des Regisseurs, in Zusammenarbeit mit Darstellerin und Sängerin Nina Hafner komponiert und produziert. Bei dem Film handelt sich um das Langspielfilm-Debüt von Werbefilmer Bernhard Ratka.

## Rezeption
Susanne Gottlieb schrieb auf heldenderfreizeit.com, dass trotz geringem Budget eine sehr beeindruckende Produktionsqualität zu erkennen sei. Allerdings wurde eine Chance vergeben, wirklich eine Geschichte über moderne digitale Überwachung und Datensammlung zu drehen und den eher sorglosen Umgang gegenwärtiger Generationen damit aufzuzeigen.
Manuel Simbürger meinte auf film.at, dass der Plot an eine Thriller-Variante von Das perfekte Geheimnis erinnere und das Plakat an diverse Teen-Horror-Slasher.
Oliver Armknecht vergab auf film-rezensionen.de sechs von zehn Punkten, der Film habe ein ganz interessantes Szenario, als Thriller sei er leidlich spannend. Weniger geglückt seien die zwischenmenschlichen Dramen, die nicht wirklich ins Geschehen passen.